# Brunoy
Brunoy település Franciaországban, Essonne megyében. Lakosainak száma 25 792 fő (2022. január 1.). Brunoy Villecresnes, Épinay-sous-Sénart, Montgeron, Soisy-sur-Seine, Yerres és Mandres-les-Roses községekkel határos.

## Népesség
A település népességének változása:
| Lakosok száma | 26 066 | 26 077 | 26 520 | 25 669 | 25 354 | 25 330 | 25 344 | 25 423 | 25 792 |
|               | 2013   | 2015   | 2016   | 2017   | 2018   | 2019   | 2020   | 2021   | 2022   |